# Espressobryggare

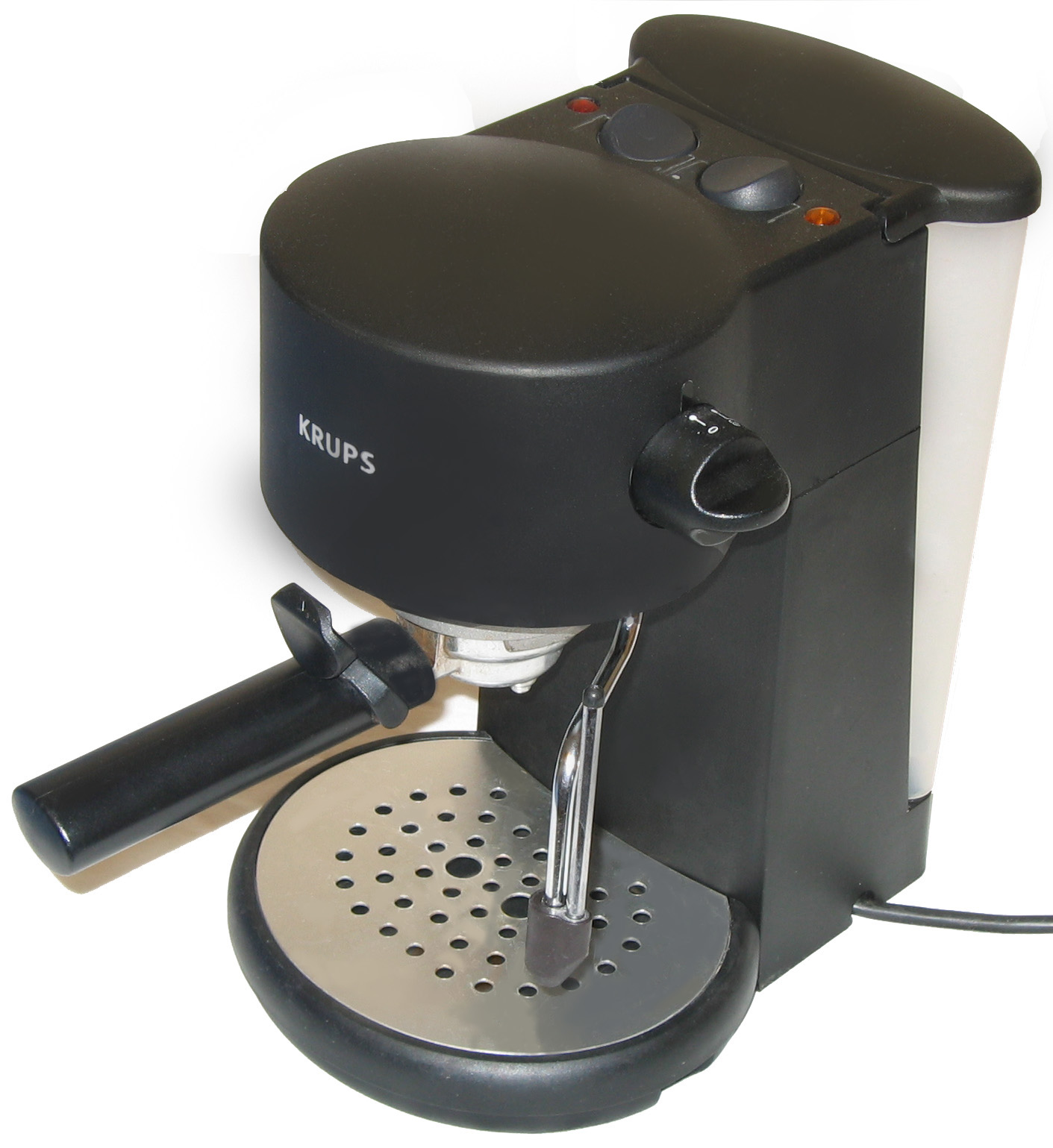
En typisk espressomaskin

Espressomaskin är en maskin som används för att producera den traditionella italienska kaffedrycken espresso. Det finns ett antal olika sorter, som kan skilja sig i tid det tar att brygga kaffet, i smak, i tillverkning och flera andra faktorer. Det finns flera olika tillägg, såsom anordningar som ångar och skummar mjölk. I maskiner där detta görs i samma kammare tar bryggningen längre tid eftersom temperaturbytet som måste äga rum mellan bryggningen av kaffet och ångandet av mjölken tar längre tid.

## Olika sorter

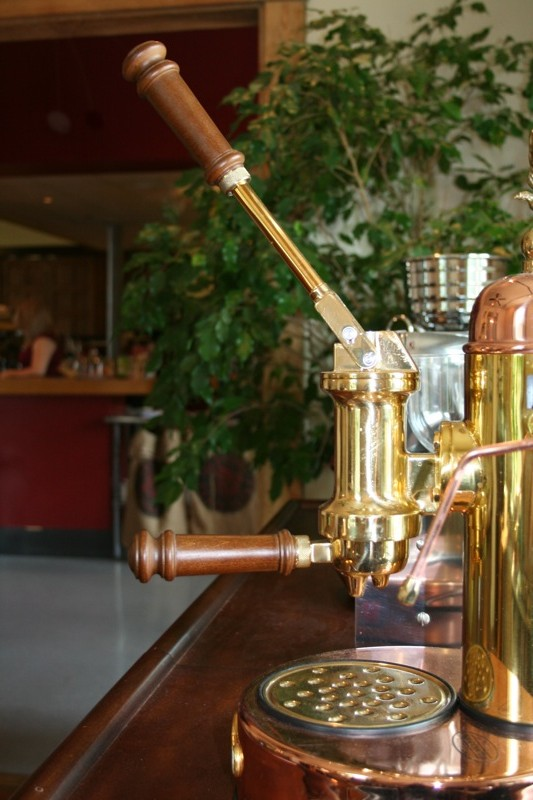
En kolvdriven maskin

Sedan maskinen uppfanns 1901, har flera olika designer skapats för att göra espresso. Flera maskiner delar samma grunder. Malningen av kaffebönorna varieras för att få olika smaker. Några baristor värmer kaffekopparna för att få en högre temperatur på espresson. En espressomaskin kan dessutom ha en inbyggd funktion för att ånga och skumma mjölken till drycker som cappuccino och caffelatte.

### Ångdriven
I en ångdriven maskin tvingas vatten genom kaffet med hjälp av ångtryck. De första maskinerna var av den här sorten, där maskinen sedermera delades upp i fyra grupper så att flera olika kaffesorter kunde bryggas samtidigt. Designen används fortfarande idag bland maskiner med lägre priser.

### Kolvdriven
Den kolvdrivna espressomaskinen utvecklades i Italien 1945 av Achille Gaggia, tillverkaren Gaggias grundare. Sorten innehåller oftast en hävstång som den som brygger kaffet styr, som sätter tryck på varmt vatten och tvingar det genom de malda kaffebönorna. Att göra kaffe med en sådan här maskin kallas ofta att "dra" en kopp, eftersom man måste dra i en lång spak för att göra kaffet.
Det finns två sorters hävstångsmaskiner, en manuell och en med fjädrar. I den manuella tvingar bryggaren vattnet genom kaffebönorna. I den andra spänner bryggaren en fjäder, som trycker vattnet till en styrka av 8 till 10 bar.

### Pumpdriven
En förfining av den kolvdrivna espressomaskinen är den pumpdrivna espressomaskinen, vilken är den vanligaste i espressobarer. Istället för att använda manuell kraft skapar en motordriven pump den kraft som behövs för att brygga espresson. Av den här modellen finns olika varianter, som inte skiljer så mycket i smak utan mest i tiden det tar att producera kaffet. Den ena har en kokare för både bryggare och för att generera ånga till mjölkskummaren, vilket kräver tid för att byta temperatur. Det är den varianten som är vanligast i hem. Den andra har två separata kokare, en för att brygga kaffe och en för att generera ånga, vilket förminskar tiden.

### Varianter

#### Halvautomatisk, automatisk och helautomatisk
Maskiner som innehåller tillägg som pumpar, sensorer, ventiler och malare för att automatisera processen kallas ofta automatiska.
- Halvautomatiska maskiner är automatiska i den mening att vattnet pumpas istället för att pressas av manuell kraft.
- Automatiska maskiner har en flödesmätare. När den inprogrammerade mängden vatten har pressats igenom flödesmätaren stängs pumpen automatiskt av och bryggtrycket försvinner genom en ventil.
- Helautomatiska maskiner maler kaffebönorna, tillpackar dem, och utvinner kaffet från dem; allt som personen som brygger kaffet behöver göra är att fylla på med bönor, och fylla på med vatten om inte bryggaren är ansluten till ett vattenrör. Vissa innehåller en automatisk mjölkskumsanordning.

#### Tryckluftsdriven
En tryckluftsdriven espressomaskin, så kallad handpresso, är en liten handhållen högtrycksespressomaskin som fungerar genom att pumpa luft vid väldigt högt tryck (16 bar) till en mellanliggande kammare. Varmt vatten hälls sedan in i en liten reservoar, som kan innehålla varmt vatten till en kopp espresso, ungefär 45 ml. Malda kaffebönor infogas på reservoarens ovandel och ett portafilter skruvas på vattenreservoarens topp. Maskinen snurrar sedan runt och trycket från den mellanliggande kammaren släpps in i vattenreservoaren. Det höga trycket pressar vattnet genom kaffet och ner i koppen, vilken är placerad under anordningen. När den önskade mängden espressokaffe har bryggts försvinner trycket och bryggningen slutar.
Fördelarna med en handpresso är att den kan användas för att göra riktig högtrycksespresso med rätt crema när som varmt vatten finns tillgängligt. Handpresson uppfanns och formgavs av Nielsen Innovation 2006 och började säljas 2007.

#### Spisbryggare
Mokabryggare brygger kaffe till ungefär samma utvinningsratio som en konventionell espressomaskin. Den undre kammaren innehåller vattnet. Mellankammaren är en filterkorg placerad inuti den undre kammaren, innehållande de malda kaffebönorna. Den övre kammaren, med ett metalliskt filter, är fastskruvad på den undre kammaren. När bryggaren värms på en spis tvingar trycket från ångan från den undre kammaren vattnet genom ett rör till filtret där det malda kaffet finns, vidare till det metalliska filtret varifrån det går genom en tratt till den övre kammaren varefter kaffet är klart att servera. På grund av det låga trycket och den höga temperaturen är det nästintill omöjligt för mokabryggaren att producera samma crema som kolvdrivna eller pumpdrivna espressomaskiner kan. Mokabryggaren är vanlig i länder som Italien, Spanien och Portugal.